# Xibe (langue)
Cet article concerne la langue xibe. Pour le peuple xibe, voir Xibe.
Le xibe ou xibo (xibe : ᠰᡞᠪᡝ
ᡤᡞᠰᡠᠨ, translittération : sibe gisun ;  chinois simplifié : 锡伯语 ; pinyin : xíbóyǔ) est une langue toungouse parlée en Chine dans le Nord-Ouest de la province du Xinjiang, en particularité par le peuple xibe.

## Localisation géographique
Le xibe est essentiellement parlé dans le xian autonome xibe de Qapqal, où résident la plus grande partie des Xibe et qui est situé dans la préfecture autonome kazakhe d'Ili.

## Vitalité de la langue
La langue n'est plus parlée que par environ 30 000 des 188 824 Xibe.

## Écriture
Le xibe s'écrit avec l'alphabet mandchou.

## Phonologie
Les tableaux présentent la phonologie du xibe, les voyelles et les consonnes.

### Voyelles
|         | Antérieure  | Centrale | Postérieure |
| ------- | ----------- | -------- | ----------- |
| Fermée  | i [i] y [y] |          | u [u]       |
| Moyenne | e [e]œ [œ]  | ə [ə]    | o [o]       |
| Ouverte |             | a [a]    |             |

### Consonnes
|               |               | Bilabiale | Dentale  | Latérale | Rétroflexe | Palatale | Alv.-palat. | Vélaire | Uvulaire | Glottale |
| ------------- | ------------- | --------- | -------- | -------- | ---------- | -------- | ----------- | ------- | -------- | -------- |
| Occlusives    | Sourdes       | b [p]     | d [t]    |          |            |          |             | g [k]   | ɢ [q]    |          |
| Occlusives    | Aspirée       | p [pʰ]    | t [tʰ]   |          |            |          |             | k [kʰ]  |          |          |
| Fricatives    | Sourde        | f [f]     | s [s]    |          | ʂ [ʂ]      |          | ɕ [ɕ]       | x [x]   | χ [χ]    | h [h]    |
| Fricatives    | Sonore        | v [v]     |          |          | ʐ [ʐ]      |          |             |         |          |          |
| Affriquées    | Sourdes       |           | dz [t͡s]  |          | dʐ [t͡ʂ]    |          | dʑ [t͡ɕ]     |         |          |          |
| Affriquées    | Aspirée       |           | ts [t͡sʰ] |          | tʂ [t͡ʂʰ]   |          | tɕ [t͡ɕʰ]    |         |          |          |
| Nasales       | Nasales       | m [m]     | n [n]    |          |            |          |             | ŋ [ŋ]   |          |          |
| Liquides      | Liquides      |           | r [r]    | l [l]    |            |          |             |         |          |          |
| Semi-voyelles | Semi-voyelles | w [w]     |          |          |            | j [j]    |             |         |          |          |

## Sources
- (zh) Lǐ shùlán, 1986, 锡伯语简志 - Xíbóyǔ jiǎnzhì, Pékin, mínzú chūbǎnshè
- (zh) D. O Cháokè, 1997, 满—通古斯诸语比较研究 - Mǎn-Tōnggǔsī zhūyǔ bǐjiào yánjiū, Pékin, Minzu Chubanshe  (ISBN 7-105-02883-1)